# Psathyrella ammophila
Psathyrella ammophila es una especie de hongo en la familia Psathyrellaceae propio de toda Europa.  Esta especie agárica crece en especial en dunas de arena en cercanías de pastos, se alimenta saprotroficamente de raíces en descomposición.  Por lo general crece en la temporada que va de mayo a noviembre.
P. ammophila posee un aspecto variable, cambiando de color y forma durante su vida.  Inicialmente posee forma de campana de color dorado o marrón claro, gradualmente el sombrero se aplana y oscurece, siendo de color marrón oscuro con una forma de taza al final de su vida.

## Distribución y hábitat
Psathyrella ammophila tiene una distribución amplia pero dispersa en todo el continente europeo y en lugares costeros limitados fuera de Europa, con registros de ocurrencia en Argelia, Nueva Zelanda y Canadá. A veces se puede encontrar cerca de la costa, dentro de la zona litoral, pero con mayor frecuencia se encuentra en dunas de arena más estables y establecidas y restos de dunas tierra adentro.  La presencia de pastos de Ammophila en las cercanías es un elemento clave de su hábitat, ya que tiene una relación simbiótica (específicamente, comensalismo) con las plantas, utilizando sus raíces en descomposición como alimento.  Los hongos crecen solos o en grupos y son, hasta cierto punto, simpátricos con la mosca Delia albula. Las larvas fungívoras (micófagas) de la mosca se desarrollan en P. ammophila parasitariamente, aunque también atacan a otros hongos.